# Irene Ivancan
Irene Ivancan (Stuttgart, 22 juli 1983) is een Duitse voormalig professioneel tafeltennisser. Zij speelt rechtshandig met de shakehandgreep.
Zij nam namens haar land deel aan de Olympische Zomerspelen 2012 en werd daar vijfde met het team.

## Belangrijkste resultaten
- Goud met het team op de Europese kampioenschappen tafeltennis 2014.
- Goud met het team op de Europese kampioenschappen tafeltennis 2015.
- Zilver in het enkelspel op de Europese kampioenschappen tafeltennis 2011.
- Brons in het dubbelspel op de Europese kampioenschappen tafeltennis 2015 met Han Ying.